# Kusova Zemlja
La Terra di Kusov o Kusova Zemlja (russo: Кусова Земля) è un'isola russa situata nel mare della Pečora che fa parte dell'arcipelago della Novaja Zemlja. Amministrativamente fa parte dell'oblast' di Archangel'sk.

## Geografia
La Terra di Kusov è una delle isole più meridionali dell'arcipelago della Novaja Zemlja, si trova a sud dell'isola Južnyj, più precisamente: a sud della penisola Piritovyj (полуостров Пиритовый) e a est dell'arcipelago Petuchovskij.
Tra la Terra di Kusov e la penisola Piritovyj si trova lo stretto Nikol'skij Šar. A sud-est lo stretto di Kara (пролив Карские Ворота, proliv Karskie Vorota, letteralmente "stretto porta di Kara") la separa dall'isola Vajgač. A sud dell'isola ci sono dei banchi di sabbia, i banchi Prokof'ev (банка Прокофьева), e a sud-est i banchi Persej (банка Персей) e gli Zveroboj (банка Зверобой).
L'isola, lunga circa 18 km e larga 6,5 km, ha una forma irregolare, con delle ampie insenature sulla costa nord-ovest che si affacciano sul golfo di Pachtusov (залив Пахтусова), una baia sulla costa nord-est e il golfo Tarсhova (губа Тархова) che si apre a sud-est.
Il punto più alto, 59 m, si trova a nord-ovest dell'isola, il secondo punto più alto, 52 m, si trova nella parte centro-occidentale dell'isola. Un'altra collina di 50 m si trova a est dell'isola. Ci sono molti laghi e corsi d'acqua. Il lago alla fine del golfo Tarсhova e quello all'estremità sud-orientale dell'isola sono salati.
L'estrema punta nord-occidentale dell'isola è capo Panfёrova (мыс Панфёрова, 70°35′16.33″N 56°48′35.24″E), l'estremità sud è capo Kusov Nos (мыс Кусов Нос, 70°28′14.67″N 56°07′36.65″E) di fronte al quale c'è una piccola isola senza nome. Sulla mappa è segnata la presenza di alcune isbe a est di capo Kusov Nos. L'estremo punto orientale si trova leggermente a nord-est di capo Eleny (мыса Елены, 70°29′18.483″N 57°12′19.684″E).

## Isole adiacenti
A partire da nord, in senso orario:
- Isola di Žarkov (Остров Жарков), piccola isola di forma allungata vicina alla costa settentrionale della Terra di Kusov, nella parte settentrionale dello stretto Nikol'skij Šar (70°35′00.71″N 56°52′28.21″E).
- Isola Oktavina (Остров Октавина), l'isola ha la forma di un "8", si trova a nord-est della Terra di Kusov fra altre isolette senza nome (70°33′43.02″N 57°02′15.3″E).
- Isola Vtoraja Luda[3] (Вторая Луда, "isola seconda luda"), piccola isoletta al centro dello stretto Nikol'skij Šar, a ovest di Srednij (70°32′29.77″N 57°07′13.16″E).
- Isola Srednij, Nikol'skij Šar (Оstrov Средний, Никольский Шар; "isola mediana"), nella parte meridionale dello stretto (70°32′17″N 57°13′22.72″E); l'isola è lunga circa 3,8 km e larga 1,4 km[1], ha un'ampia insenatura a est e alcuni piccoli laghi vicino alla costa sud-occidentale.
- Isola di Artjuchov (Остров Артюхов), piccola isola a nord-est di Srednij (70°32′40.88″N 57°15′38.67″E).
- Isola Pervaja Luda[3] (Первая Луда, "isola prima luda"), piccola isoletta a sud di Srednij (70°31′22.21″N 57°14′03.5″E).
- Isole di Nachimov (Острова Нахимова), 2 piccole isolette a sud di Srednij e Pervaja Luda (70°31′00.37″N 57°15′38.67″E).
- Bol'šoj Loginov (Большой Логинов), lunga circa 6,4 km e larga 1 km, ha una forma irregolare, un'altezza di 24 m[2]; è situata a est di Srednij e dell'ingresso meridionale dello stretto Nikol'skij Šar (70°31′23.04″N 57°22′09.24″E). Nella parte sud-occidentale dell'isola ci sono alcuni piccoli laghi.
- Isole Medvež'i (Острова Медвежьи, "isole dell'orso"), 5 piccole isolette a est dell'estremità orientale di Bol'šoj Loginov (70°30′38.52″N 57°28′27.44″E).
- Malyj Loginov (Малый Логинов), isola di forma allungata, alta 22 m[2]; situata all'ingresso meridionale dello stretto Nikol'skij Šar (70°29′21.78″N 57°18′09.46″E) e a sud di Bol'šoj Loginov.
- Isole Krasnye (Острова Красные, "isole rosse"), 2 isole situate la tra la Terra di Kusov e Malyj Olenij (70°30′08″N 56°48′44.51″E), che fanno parte dell'arcipelago Petuchovskij.
- Isola Trojnoj (Остров Тройной, "isola tripla"), piccolo isolotto che fa anch'esso parte dell'arcipelago Petuchovskij, situato a nord di Malyj Olenij, al centro del golfo di Pachtusov (70°33′14.327″N 56°44′15.37″E).
- Isole di Demidov (Острова Демидова), 2 isole piccole isolette a sud-est dell'isola di Bogoslovskij, nel golfo di Pachtusov (70°34′20.03″N 56°43′31.81″E).
- Isola di Bogoslovskij (Остров Богословского), a sud dell'isola di Nelidov (70°34′47.98″N 56°40′47.42″E), è lunga circa 2,7 km e larga 750 m[1], sull'isola ci sono 2 piccoli laghi.
- Isola di Nelidov (Остров Нелидова), situata tra il golfo di Rejneke e quello di Pachtusov, si trova a est della penisola Rusanova (70°36′08.89″N 56°41′01.02″E); è un'isola dalla forma molto irregolare con un'altezza di 40 m[2] nella parte orientale; è lunga circa 4 km e larga 2,7 km[1], nella parte meridionale ci sono alcuni laghetti. L'isola è circondata da molte isolette senza nome.